# Diana DeGarmo
Diana Nicole DeGarmo (Birmingham, 16 giugno 1987) è una cantante, attrice teatrale e attrice televisiva statunitense.
Nel 2004 è giunta seconda (dietro Fantasia Barrino) alla terza stagione di American Idol.

## Discografia

### Album studio
- 2004 – Blue Skies

### EP
- 2009 – Unplugged in Nashville
- 2012 – Live to Love

## Filmografia

### Cinema
- Wyatt Earp - La leggenda (Wyatt Earp's Revenge), regia di Michael Feifer (2012)

### Televisione
- Due fantagenitori (The Fairly OddParents) – serie TV, episodio 5x19 (2006)
- Febbre d'amore (The Young and the Restless) – serie TV, 18 episodi (2011–2012)